# QUB radio
Pour les articles homonymes, voir Qub.
QUB est une station de radio québécoise de langue française exploitée par Groupe TVA. Filiale de Québecor, la station a été lancée le 4 octobre 2018.
Qub offre une programmation axée sur l'opinion, dont plusieurs personnalités sont partagées avec d'autres propriétés de Québecor Média, dont TVA Nouvelles et des journaux comme Le Journal de Montréal.
Qub diffuse seulement sur Internet, puisque Québecor n'est pas autorisé à exploiter des stations de radio terrestres dans les marchés de Montréal et de la ville de Québec en vertu des règles du CRTC, en raison de sa propriété préexistante de journaux quotidiens et de stations de télévision dans les deux marchés.
La marque QUB est également utilisé comme plateforme de contenu numérique des services Québecor, lancée le 16 septembre 2021.

## Programmation
QUB radio propose des entrevues et des actualités politiques par plusieurs journalistes, dont Mario Dumont, Richard Martineau et Pierre Nantel.

## Services Internet
La marque QUB est utilisée pour divers services internet :
- QUB livre : catalogue littéraire francophone
- QUB vidéo : service de vidéo sur demande
  - TVA+ : plateforme gratuite de vidéo sur demande pour le réseau TVA
  - Vrai : plateforme payante de streaming par Vidéotron. Elle a été remplacée par illico+ le 23 octobre 2024[3].
- QUB musique : ancien service de streaming musical spécialisé en musique québécoise. Elle ferme au début de 2023[4] pour fusionner avec la plateforme française Qobuz[5].

## QUB télé
QUB est une chaîne de télévision québécoise spécialisée de catégorie B détenue par le Groupe TVA. Elle remplace la chaîne de télévision pour enfants Yoopa.
QUB diffuse en version télévisuelle le service de radio en simultané 24 heures par jour. La chaîne est disponible uniquement aux clients de Vidéotron.

## CJPX-FM
Depuis le 26 août 2024, CJPX-FM 99,5 MHz à Montréal diffuse en simultané QUB radio, mais cette décision a fait l’objet des plaintes auprès du CRTC, suite que l’agence avait déjà interdit Québecor d’ouvrir ou d’acquérir des stations de radio dans certaines régions. Le CRTC a examiné les plaintes, mais CJPX-FM ne diffuse seulement la programmation de QUB radio en semaine de 6 h à 18 h et joue de la musique francophone pour le reste du temps, ce qui respecte les conditions de la licence de la station de radio.